# Ian McCulloch (chanteur)
Pour les articles homonymes, voir Ian McCulloch et McCulloch.
Ian McCulloch (né à Liverpool le 5 mai 1959) est un chanteur britannique. Il est connu pour être le chanteur des groupes Echo & the Bunnymen et Electrafixion.

## Discographie solo
- Candleland, 1989
- Mysterio, 1992
- Slideling, 2003
- Pro Patria Mori, 2012